# Дмитрієв Дмитро Матвійович
Дмитрієв (Плоткін) Дмитро Матвійович (1901, Єкатеринослав — 7.03.1939) — діяч ГПУ/НКВС СРСР, комісар державної безпеки 3-го рангу. Депутат Верховної Ради СРСР 1-го скликання.

## Ранні роки
Народився в сім'ї торговця. Закінчив земське комерційне училище, працював у Катеринославі статистиком у міській управі, у відділі народної освіти, в губвійськкоматі. Член комуністичної фракції партії «Поалей Ціон» (1918–1919).
- 1917 — статистик Катеринославської міської управи.
- 1918–1919 — інспектор Катеринославського відділу народної освіти, репетитор.
- 1920 — політичний лектор Катеринославського губернського надзвичайного санітарного комітету.
- 1920 — в Катеринославському губернському військовому комісаріаті.

У ВЧК з 1920 р. — політпрацівник військ ВЧК в Україні та Північному Кавказі. Член РКП(б) з 1921.

## В органах
- 1920–1922 — у військах ВЧК.
- 1922 — серпень 1924 — уповноважений Економічного відділу Повноважного представництва ГПУ — ОГПУ по Південному Сходу.
- серпень 1924 — 15 серпня 1925 — начальник 2-го відділення Економічного управління ОДПУ при РНК СРСР.
- серпень 1925 — грудень 1929 — особливоуповноважений, уповноважений, помічник начальника 2-го відділення Економічного управління НКВС СРСР.
- 10 грудня 1929 — 25 листопада 1931 — начальник 2-го відділення Економічного управління ОДПУ при РНК СРСР.
- 16 липня 1930 — 1 жовтня 1930 — начальник 4-го відділення Економічного управління ОДПУ при РНК СРСР.
- 25 січня — 1 квітня 1931 — начальник 5-го відділення Економічного управління ОДПУ при РНК СРСР.
- 1 квітня 1931 — 15 лютого 1932 — начальник 3-го відділення Економічного управління ОДПУ при РНК СРСР.
- 25 листопада 1931 — 27 травня 1935 — помічник начальника Економічного управління ОДПУ при РНК — ГУГБ НКВС СРСР.
- 1 жовтня 1932 — 1 квітня 1933 — начальник 6-го відділення Економічного управління ОДПУ при РНК СРСР.
- 27 травня 1935 — 15 липня 1936 — заступник начальника Економічного відділу ГУДБ НКВС СРСР.
- 15 липня 1936 — 22 травня 1938 — начальник Управління НКВС по Свердловській області.
- 22 травня — 28 червня 1938 — начальник Головного управління шосейних доріг НКВС СРСР.

Заарештований 28 червня 1938. Розстріляний за вироком ВКВС СРСР (за звинуваченням в активній участі в антирадянській терористичній і шпигунській організації в системі НКВД) 7 березня 1939. Не реабілітований.